# Catfish Row
Catfish Row is een orkestwerk van de Amerikaanse componist George Gershwin, geschreven tussen 1935 en 1936 en gebaseerd op verschillende thema's uit de opera Porgy and Bess. De oorspronkelijke titel van Gershwin was Suite from Porgy and Bess, maar Ira Gershwin veranderde deze in Catfish Row in 1958.

## Achtergrond
Gershwin hoopte met de suite enerzijds bepaalde stukken die door coupures van Theatre Guild niet werden uitgevoerd opnieuw uit te kunnen voeren en anderzijds met verschillende instrumentale gedeeltes uit de opera een nieuw symfonisch werk te maken.
De wereldpremière werd uitgevoerd door Alexander Smallens met het Philadelphia Orchestra op 21 januari 1936 in Philadelphia. Gershwin zelf heeft het tot januari 1937 verschillende keren uitgevoerd. De instrumentatie van de suite was hetzelfde als die van de opera en is ook chronologisch aan de opera gecomponeerd.

## Delen
Catfish Row heeft de volgende delen:
- Catfish Row (met daarin verwerkt: Overture, Jasbo Brown Blues, Summertime en wat van de Craps-game-muziek)
- Porgy Sings (met daarin verwerkt: I Got Plenty o' Nuttin' en Bess, You Is My Woman)
- Fugue (met daarin verwerkt het instrumentale gedeelte dat het gevecht uitbeeldt van de eerste scene, derde akte)
- Hurricane (met daarin verwerkt de rustige instrumentale opening en stormscene van de derde scene, tweede akte)
- Good Morning, Brother (met daarin verwerkt de pantomime van de derde scene, derde akte, Good Morning, Sistuh! en Oh Lawd, I'm On My Way)[1]

## Instrumentatie
Catfish Row is geschreven voor:
| - twee fluiten (de tweede dubbelt de piccolo) - twee hobo's (de tweede dubbelt de Engelse hoorn) - vier klarinetten in Bes (de vierde dubbelt de basklarinet) - een fagot - drie hoorns in F - drie trompetten in bes - twee trombones - een tuba - pauken - slagwerk - piano - banjo - strijkers | Slagwerk - drums - xylofoon - bekkens - snaredrum (kleine trom) - grote trom - buisklokken - tom-tom - woodblock - hangende bekken - klokkenspel - triangel |

## Andere Porgy and Bess Suites
In totaal zijn er – sinds de opera Porgy and Bess geschreven is in 1935 – vier orkestsuites gemaakt met thema's en fragmenten uit de opera.
De eerste suite was Catfish Row (of eigenlijk: Suite from Porgy and Bess zoals Gershwin hem noemde in eerste instantie) en duurt 25 minuten.
De tweede suite, de bekendste en meest gespeelde, is Porgy & Bess: A Symphonic Picture uit 1942 van Robert Russell Bennett. Russell Bennett heeft als enige de volgorde niet chronologisch geschreven. Hij gaat kris kras door de opera en maakt er een soort van symfonisch gedicht van met veel eigen verbindingen. Er bestaan behoorlijk wat cd-opnamen van dit werk. De suite duurt 24 minuten en bevat de volgende delen:
- Introductie (fragmenten van Strawberry Woman, Act III-scene I en Ouverture)
- Summertime
- I Got Plenty o' Nuttin'
- Storm Music
- Bess, You Is My Woman Now
- Oh, I Can't Sit Down
- There's a Boat Dat's Leavin'
- It Ain't Necessarily So
- Oh Lawd, I'm on My Way

De derde suite is Porgy And Bess Suite uit 1955 van componist orkestleider Morton Gould. Hij schreef deze suite voor zijn eigen orkest. Er bestaat een opname van deze suite onder leiding van Gould zelf. Net als Catfish Row van Gershwin is deze suite chronologisch aan de opera. De suite duurt 29 minuten, wordt nooit meer uitgevoerd en bevat de volgende delen:
- Ouverture
- Summertime
- A Woman Is a Sometime Thing
- My Man's Gone Now
- I Got Plenty o' Nuttin
- Bess, You Is My Woman Now
- Oh, I Can't Sit Down
- It Ain't Necessarily So
- Strawberry Woman/Crab Man
- Hurricane/Storm Music
- Clara! Clara!
- Fugue (Killing of Crown)
- There's a Boat Dat's Leavin'
- Good Morning Sistuh
- Oh, Bess, Where's My Bess
- Oh Lawd, I'm on My Way

De vierde suite is Porgy & Bess – A Symphonic Suite uit 1966 van Robert Farnon. Ook deze suite volgt chronologisch de opera van Gershwin. Net als Morton Gould had ook Farnon zijn eigen orkest waar hij deze suite voor geïnstrumenteerd heeft. Ook van dit stuk bestaat maar een cd opname uit 1966. De suite duurt 34 minuten, wordt nooit meer uitgevoerd en bevat de volgende delen:
- Ouverture
- Summertime
- Intermission (A Woman Is a Sometime Thing, Honey Man, Porgy Enters)
- My Man's Gone Now
- I Got Plenty o' Nuttin'
- Bess, You Is My Woman Now
- It Ain't Necesarrily So
- Strawberry Woman/Crab Man
- I Loves You Porgy
- There's a Boat Dat's Leavin' Soon
- Oh, Where's My Bess
- Oh Lawd, I'm on My Way